# Sebastian Szałachowski
Sebastian Szałachowski, né le 21 janvier 1984 à Lublin, est un footballeur professionnel polonais. Il est milieu de terrain et joue actuellement pour le Cracovia.

## Carrière
- 2000-2003 :  Górnik Łęczna
- 2003-2004 :  LKP Motor Lublin
- 2004-2005 :  Górnik Łęczna
- 2005-2011 :  Legia Varsovie
- 2011 :  ŁKS Łódź
- depuis 2012 :  Cracovia

### Palmarès
- Champion de Pologne : 2006
- Finaliste de la Supercoupe de Pologne : 2006, 2008
- Vice-Champion de Pologne : 2008, 2009
- Coupe de Pologne : 2008
- Finaliste de la Coupe de la Ligue : 2008